# Хвостиха (Ульяновська область)
Хвостиха (рос. Хвостиха) — село в Кузоватовському районі Ульяновської області Російської Федерації.
Населення становить 236 осіб. Входить до складу муніципального утворення Спешневське сільське поселення.

## Історія
Від 2004 року входить до складу муніципального утворення Спешневське сільське поселення.

## Населення
| 2010 |
| ---- |
| 236  |